# 白腹蜂鸟属
白腹蜂鸟属（学名：Elliotomyia chionogaster），是雨燕目蜂鸟科的一个属，该属包含白腹蜂鸟和绿尾蜂鸟两种，前者原属于桂红蜂鸟属，后者原属于薮蜂鸟属。